# Mont Saint-Eynard
Ne doit pas être confondu avec Monteynard.
Pour les articles homonymes, voir Eynard.
Le mont Saint-Eynard est une montagne du massif de la Chartreuse dans les Alpes. Sa crête sommitale culmine à 1 379 m d'altitude, légèrement au sud du pas de la Branche, et se présente en son sommet sous la forme d'une crête. Ce lieu est un des 25 sites naturels classés du département de l'Isère.

## Relief

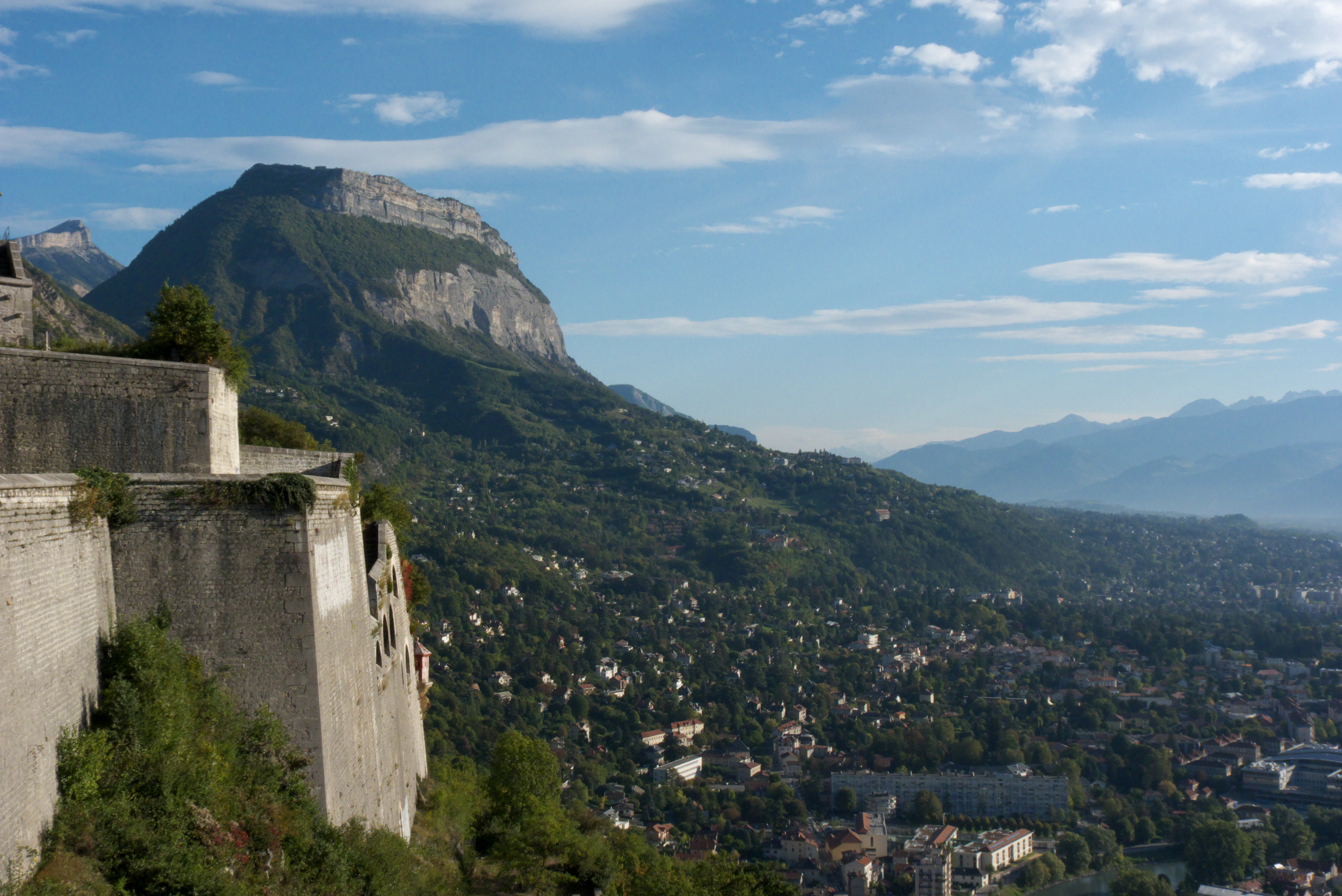
Le mont Saint-Eynard et les contreforts de la Bastille de Grenoble.

Entre le col de Vence et la gorge du Manival, le mont Saint-Eynard (entre 1 300 et 1 379 m) et les Grands Crêts (entre 1 400 et 1 489 m) présentent un relief bien singulier. Côté nord-ouest (Vence, Le Sappey-en-Chartreuse, col de l'Émeindras), il s'agit d'une forte pente boisée de feuillus, puis au-dessus de 1 000 m environ de grands sapins. 
Le sommet, ou plutôt, la crête, marque la fin de ce paysage et offre une magnifique vue sur la vallée du Grésivaudan et sur la chaîne de Belledonne. Côté sud-est, la pente est de l'ordre de 90° sur plusieurs centaines de mètres : une gigantesque falaise, parfois entrecoupée de maigres bandes de forêts (les sangles). En contrebas, se retrouvent de petits canyons (comme celui de la Fontaine Ardente par exemple), ou, le plus souvent, des pierriers, très raides au départ, puis s'adoucissant et laissant place à la forêt vers 700 m d'altitude en moyenne.
L'Aiguille ou Aiguillette est un petit pic calcaire au pied de la falaise. Il a donné son nom au torrent de l'Aiguille qui passe à ses pieds. Il culmine à environ 800 mètres d'altitude. Ce gigantesque rocher est surveillé par triangulation car il menace à terme les villes en aval, Biviers et Saint-Ismier.
Les sangles sont des bandes de forêt entre deux falaises ou plus. Certaines de ces zones sont même coupées du monde, étant cernées de toute part par la falaise.

Quelques photos du mont Saint-Eynard
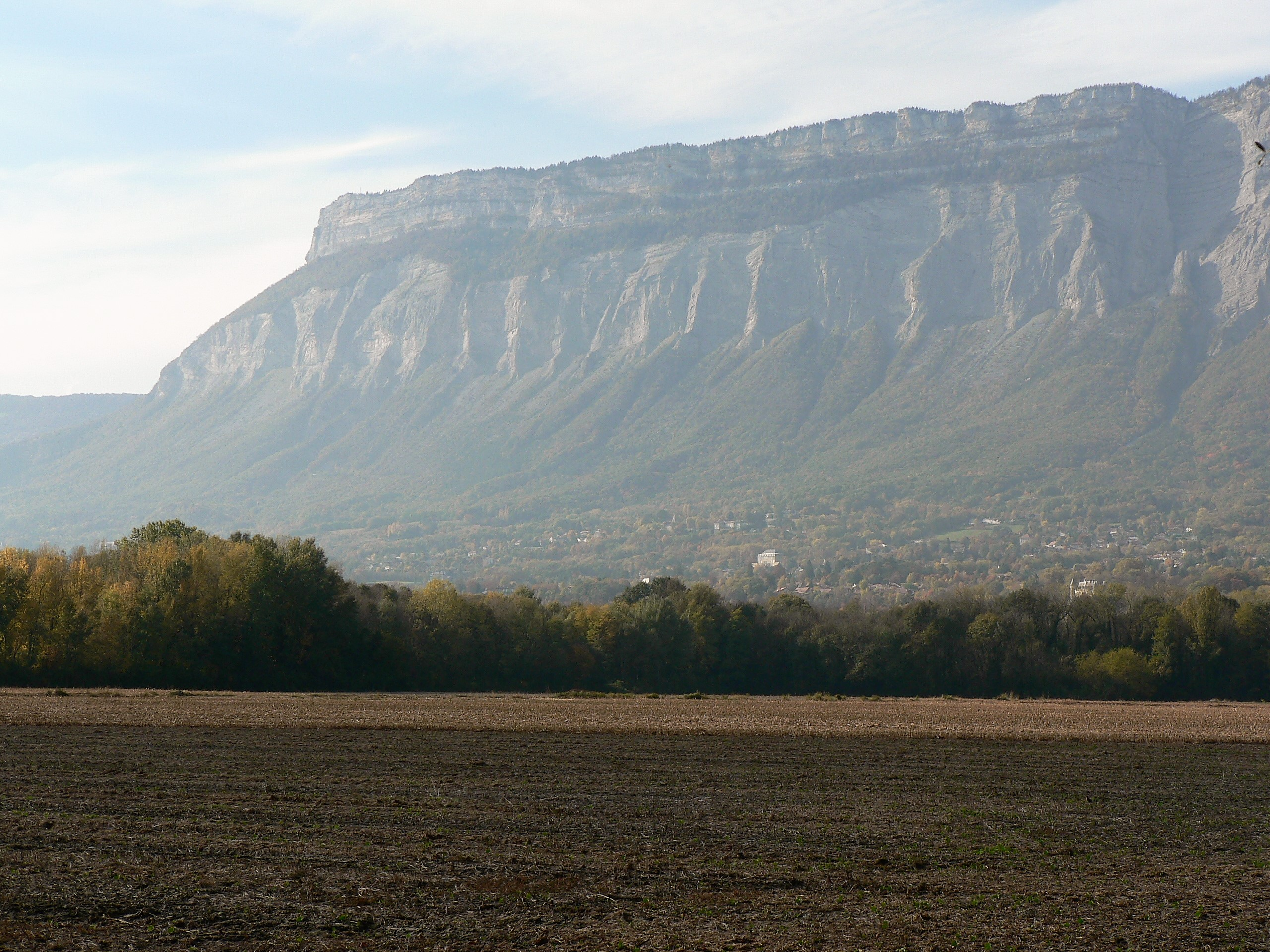
Saint-Eynard depuis le bois de la Bâtie.
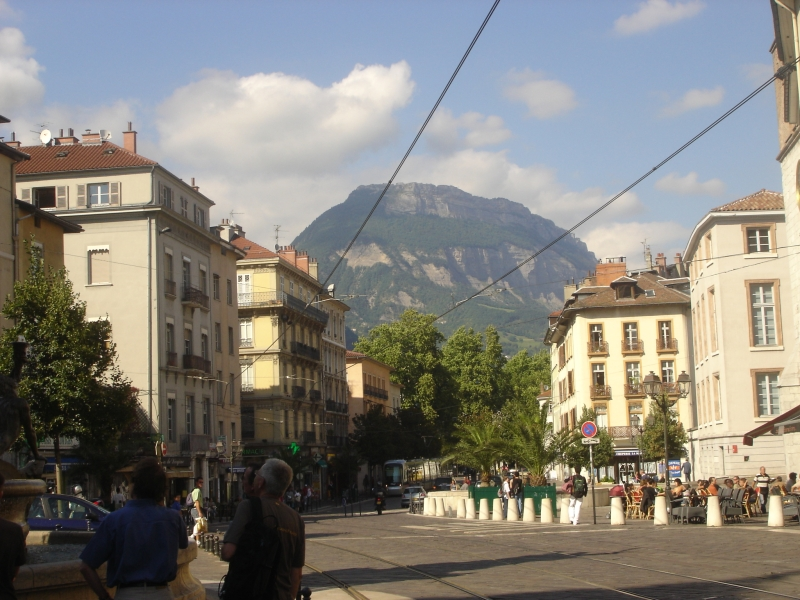
Saint-Eynard depuis la place Notre-Dame (Grenoble).
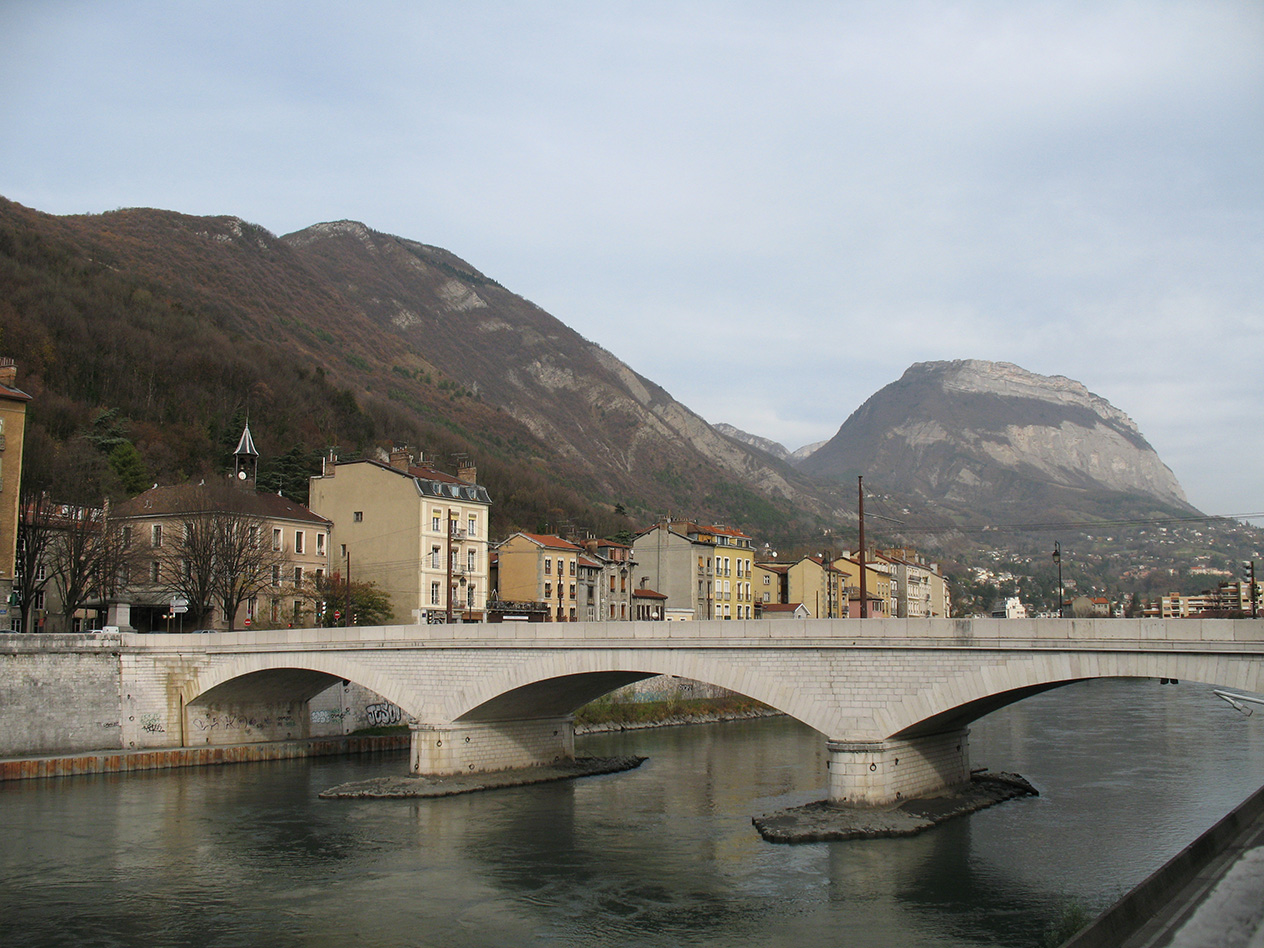
Saint-Eynard depuis le pont de la Citadelle (Grenoble).
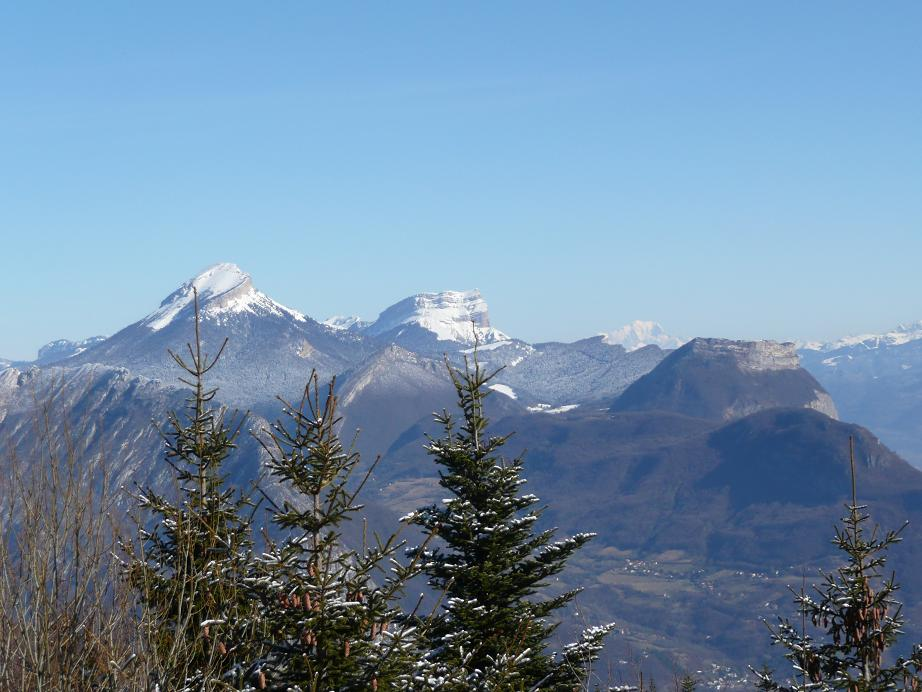
Chamechaude, dent de Crolles et Saint-Eynard.
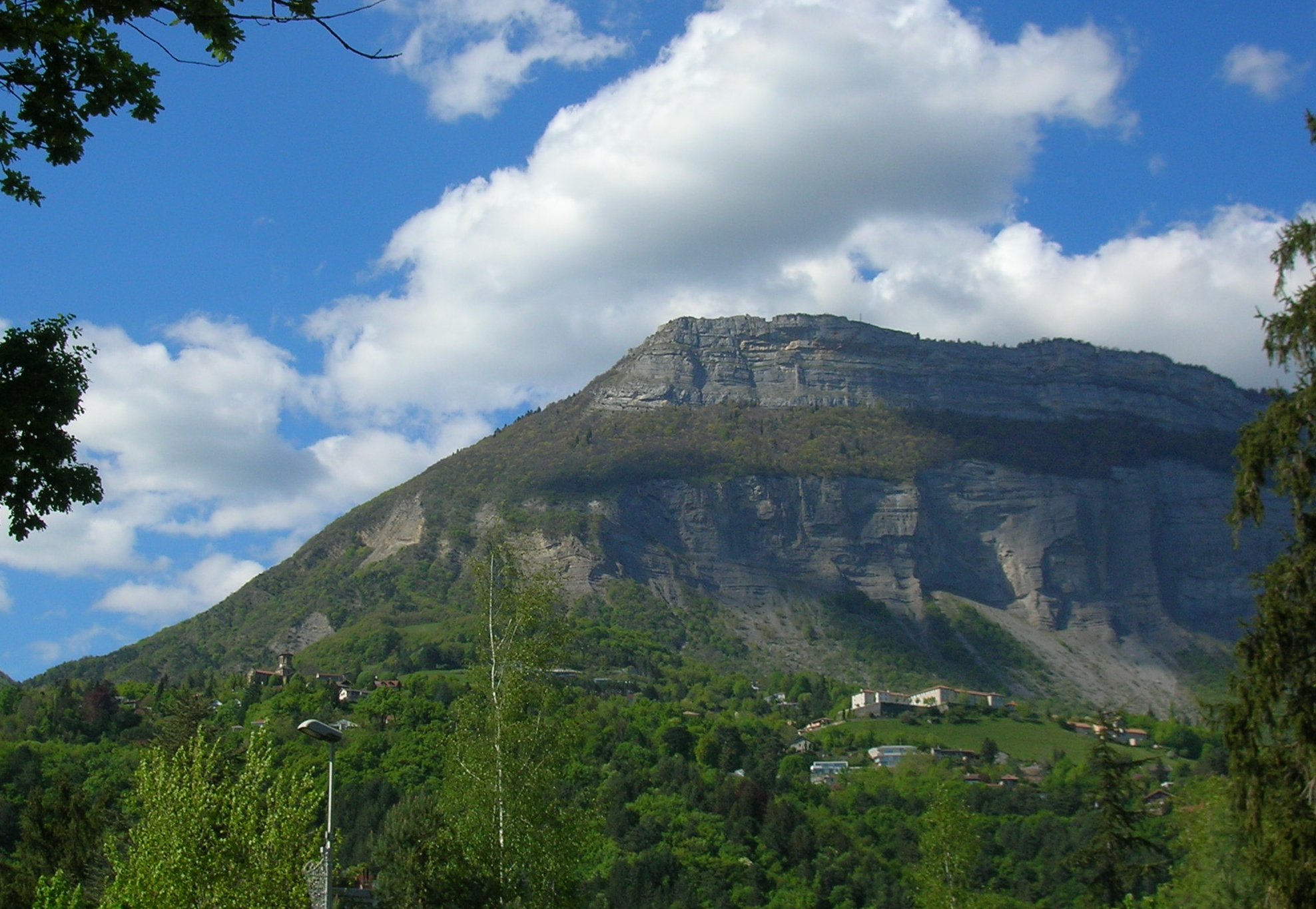
Saint-Eynard depuis Corenc.

## Pas et cols
Les passages pour franchir la crête sont tout à fait rares et impressionnants. Il en existe trois, mais un seul est autorisé.
- Le plus méridional part du col de Vence et monte au fort du Saint-Eynard par le pas Guiguet. Il emprunte d'abord le sangle situé en dessous du fort du Saint-Eynard, puis suit un mince sangle qui rejoint la forêt de la Crête, avec un passage délicat sur la falaise. Cet itinéraire est interdit depuis 2006 ou 2007, et les équipements - câbles, mains courantes et autres barreaux - ont été supprimés.
- Le pas de la Branche profite d'un endroit où la forêt rejoint dans un maigre couloir le haut de la falaise, les crêtes. Cet itinéraire est interdit par arrêté depuis 1986, mais le sentier reste tracé. Depuis qu'il n'est plus entretenu, la partie du sentier qui se trouve sous le passage de la falaise est fortement dégradée. En 2003, il existait une corde d'escalade, mise en place par des particuliers, en parallèle de la main courante d'origine, cette dernière étant partiellement descellée. En 2007, des scellements additionnels, de bonne qualité, sont venus renforcer les mains courantes de câbles. Ce pas est exposé et le chemin, qui ne présente pas de difficulté majeure, est impraticable par temps humide.
- Le plus septentrional passe par le col de la Faîta (plus qu'un col, c'est en fait le plus bas point de la Crête) et propose un passage intégralement en forêt, même si l'on sent l'omniprésence de la falaise. Cet itinéraire n'est pas interdit et ne présente aucune difficulté. Les conséquences d'une chute peuvent être graves, comme en témoigne la stèle des Gorges du Manival en souvenir d'un vététiste qui a fait une chute mortelle depuis ce sentier. La pratique du VTT est depuis lors interdite sur ce sentier.

## Hydrographie

### Torrents
Les communes adossées au flanc sud du Saint-Eynard (Meylan, Biviers, Saint-Ismier) doivent faire face à des crues torrentielles, dont les aménagements dans les années 1970 ont fini par avoir raison.
Le Bizenon, le Gamond, le torrent de l'Aiguille sont quelques-uns de ces torrents, où coule ce que l'on appelle la lave torrentielle : un mélange d'eau, d'argile et de rochers. Cela arrive en général après de gros orages, ou après un épisode pluvieux soutenu. La plupart du temps en été, ils sont cependant à sec.

### Cascades

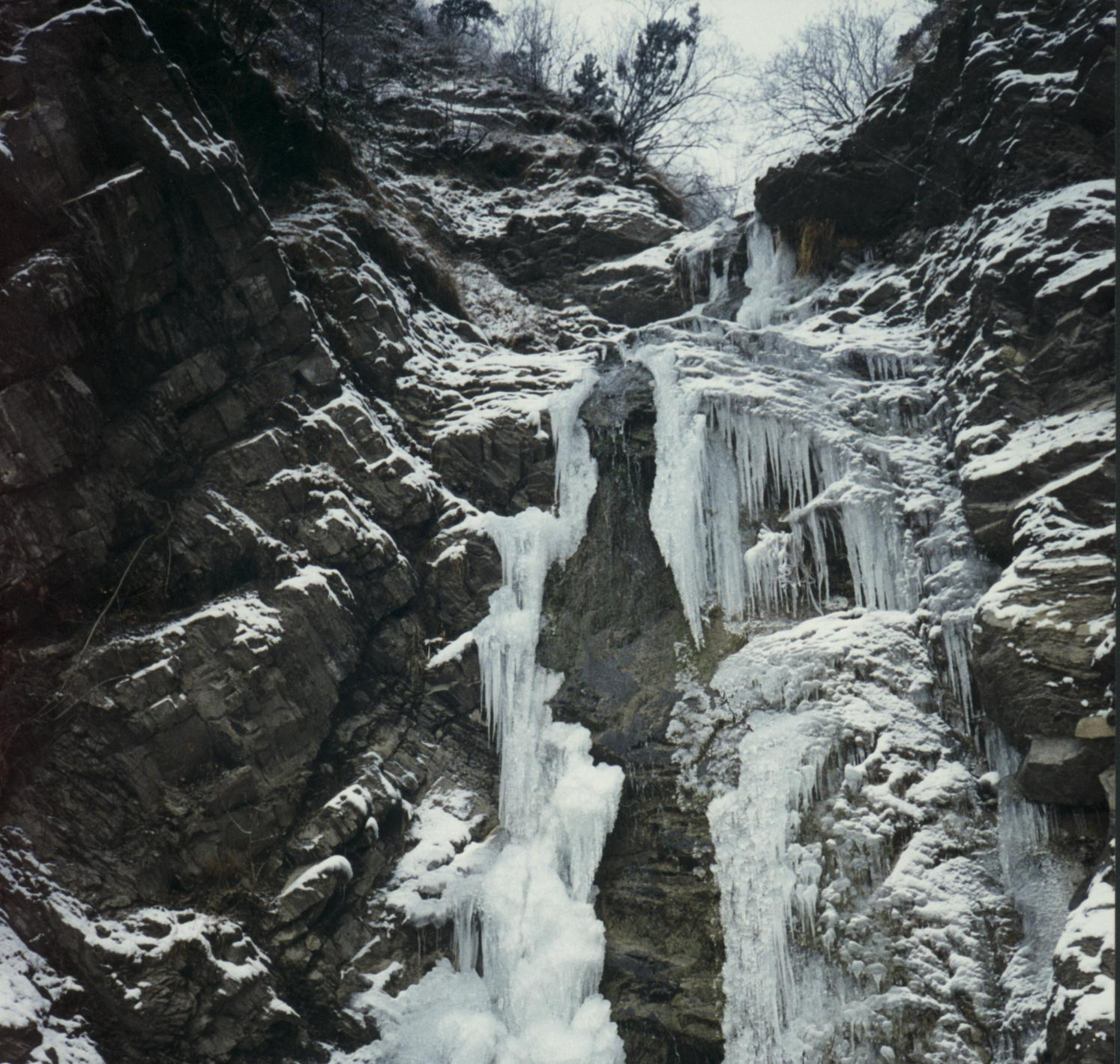
Cascade de la Fontaine Ardente partiellement gelée en décembre 1996

De nombreuses cascades ornent le flanc sud-est du Saint-Eynard. La plupart se trouvent dans la falaise, entre 700 mètres et 1 400 mètres d'altitude, et sont d'une hauteur de plusieurs centaines de mètres de dénivelé. Elles sont souvent à sec.
D'autres sont de hauteurs plus modestes et se trouvent dans les canyons en contrebas de la falaise. Elles sont à peine plus régulièrement alimentées en eau.

## Activités
Les deux plus grandes pistes de ski de la station du Sappey-en-Chartreuse se trouvent sur le mont Saint-Eynard. La plus au nord d'entre elles part du sommet du Grand Sommard (1 372 m), un des plus hauts sommets du Saint-Eynard.